# West Career and Technical Academy
La West Career and Technical Academy (West Tech) es una escuela imán en Summerlin, Nevada, Estados Unidos, administrado por el Distrito Escolar del Condado de Clark. Se abrió en 2010 como la primera escuela imán en Summerlin, una comunidad en el oeste del área metropolitana de Las Vegas. La escuela ofrece 9 programas a sus estudiantes para prepararlos para la carrera.

## Historia
Después de un año y medio de construcción que costó 83,5 millones de dólares, la escuela abrió el 30 de octubre de 2010. Es la última escuela construida bajo un programa de 1998 para revitalizar las escuelas del Distrito Escolar del Condado de Clark.

## Instalaciones
West Tech tiene cuatro invernaderos, una red inalámbrica instalada por Google, paneles solares y una estación meteorológica automática, entre otras facilidades.

## Educación
La escuela tiene 9 programas de los siguientes temas: la biomedicina, la biotecnología, la empresa, los medios digitales, la ingeniería, las ciencias ambientales, la informática, la enfermería y la medicina del deporte.
La escuela usa el paquete Google Apps for Education que le da a cada estudiante una cuenta de correo electrónico y otros servicios.